# Hunter Goodman
Hunter Goodman (Arlington, Tennessee, 8 de octubre de 1999) es un jugador profesional estadounidense de béisbol que se desempeña en la posición de cácher en Colorado Rockies, equipo de las Grandes Ligas de Béisbol (MLB).

## Carrera
Fue seleccionado en la cuarta ronda en el Draft de la MLB de 2021. En 2023 hizo su debut profesional con el equipo Colorado Rockies, donde lleva jugando dos temporadas.